# لبدیانسکی
لبدیانسکی (روسی: Лебедянский) شرکت صنایع غذایی روس است، که در سال ۱۹۶۷ تأسیس شد.